# One for sorrow, two for joy
One for sorrow, two for joy is het vijfde studioalbum van Thieves' Kitchen. Thieves' Kitchen schakelde opnieuw een aantal musici in van andere bands uit dezelfde niche progressieve rock. Zo is Thomans Johnson een voormalig lid van Änglagård, Holmgreen speelt dan nog in die band. Mallyon en Waissman zijn afkomstig uit Sanguine Hum. De klank van het album is stemmig door het veelvuldig bespelen van de mellotron, dan wel het toepassen van samples van dat muziekinstrument. Rob Aubrey was hiervoor werkzaam voor bands als IQ en Asia. De platenhoes is een weergave van houtsnijwerk.

## Musici
- Amy Darby – zang
- Phil Mercy – gitaar
- Thomas Johnson – toetsinstrumenten

Emt
- Paul Mallyon – slagwerk
- Brad Waissmann – basgitaar
- Anna Holmgren – dwarsfluit
- Paul Marks – trompet
- Tove Törngren – cello

## Muziek
| Nr. | Titel                                               | Duur  |
| --- | --------------------------------------------------- | ----- |
| 1.  | One for sorrow, two for joy (Mercy, Johnson, Darby) | 0:16  |
| 2.  | Deor (Mercy, Johnson, Darby)                        | 7:51  |
| 3.  | Hypatia (Mercy, Johnson, Darby)                     | 8:56  |
| 4.  | A fool’s journey (Mercy, Johnson, Darby)            | 8:19  |
| 5.  | Germander speedwell (Mercy, Johnson, Darby)         | 14:32 |
| 6.  | The weaver (Mercy, Johnson, Darby)                  | 4:33  |
| 7.  | Of sparks and spires (Mercy, Johnson, Darby)        | 12:49 |